# Grdica
Grdica (Servisch cyrillisch Грдица) is een plaats in de Servische gemeente Kraljevo. De plaats telt 730 inwoners (2002).